# Trevor Andrew
Trevor Andrew (ur. 31 sierpnia 1979 w Kentville) – kanadyjski snowboardzista. Jego najlepszym wynikiem olimpijskim jest 9. miejsce w halfpipe'ie na igrzyskach w Salt Lake City. Zajął też 27. miejsce na mistrzostwach świata w San Candido. Najlepsze wyniki w Pucharze Świata osiągnął w sezonie 1996/1997, kiedy to zajął 15. miejsce w klasyfikacji generalnej, a w klasyfikacji halfpipe’a był trzeci.
W 2002 r. zakończył karierę.

## Sukcesy

### Igrzyska olimpijskie
| Miejsce | Dzień     | Rok  | Miejscowość    | Konkurencja | Zwycięzca   |
| ------- | --------- | ---- | -------------- | ----------- | ----------- |
| 29.     | 12 lutego | 1998 | Nagano         | Halfpipe    | Gian Simmen |
| 9.      | 11 lutego | 2002 | Salt Lake City | Halfpipe    | Ross Powers |

### Mistrzostwa Świata
| Miejsce | Dzień       | Rok  | Miejscowość | Konkurencja | Zwycięzca     |
| ------- | ----------- | ---- | ----------- | ----------- | ------------- |
| 27.     | 24 stycznia | 1997 | San Candido | Halfpipe    | Fabien Rohrer |

### Puchar Świata

#### Miejsca w klasyfikacji generalnej
- 1996/1997 - 15.
- 1997/1998 - 127.
- 2000/2001 - 71.
- 2001/2002 - -

#### Miejsca na podium
1. Kreischberg – 19 stycznia 1997 (Halfpipe) - 3. miejsce
2. Mont-Sainte-Anne – 2 lutego 1997 (Halfpipe) - 1. miejsce
3. Mount Bachelor – 8 lutego 1997 (Halfpipe) - 2. miejsce
4. Mont-Sainte-Anne – 17 grudnia 2000 (Halfpipe) - 1. miejsce